# Шваб, Гуго
Гуго Шваб (27 июня 1887, Регин, Муреш — 24 августа 1944, Монастырь Вэратек, Нямц) — румынский военный деятель, корпусной генерал (1944). Участник Второй мировой войны на Восточном фронте. Командир Румынского горного корпуса.

## Биография
Родился в 27 июня 1887 году в городе Регин. Происходил из румынских фольксдойче. Образование получил в военном училище в Германштадте. В составе австро-венгерской армии участвовал в Первой мировой войне.
На фронте в Галиции, в ноябре 1914 года попал в плен к русским. Через четыре года пребывания в плену, в 1918 году возвратился в Трансильванию, на поезде австро-венгерских военнопленных после заключения мира в Брест-Литовске.
В 1919 году поступил в чине капитана в румынскую королевскую армию. В 1931 году в 82-м пехотном полку в Тыргу-Муреш. В 1939-1942 годах командовал 9-й дивизией. В первые месяцы войны сражался в Южной Бессарабии. В 1942-1943 годах командующий 4-й корпусной боевым районом. С 21 марта 1943 года был назначен командиром 3-го румынского корпуса. С 6 октября 1943 года возглавил действовавший в Крыму Румынский горный корпус - одну из наиболее боеспособных частей румынской армии. В тяжелых боях Крымской наступательной операции Красной армии корпус Шваба понес значительные потери, его остатки были частично эвакуированы морем из Севастополя в ходе операции 60000. 16 августа 1944 года был назначен командиром 7-го корпуса на советско-германском фронте.
Через некоторое время после государственного переворота в Румынии и краха румыно-германского союза 24 августа 1944 года покончил жизнь самоубийством, опасаясь выдачи в СССР.
Похоронен в Агапийском монастыре.

### Звания[3]
| 1923-11-24 | Подполковник        |
| 1929-10-01 | Полковник           |
| 1938-03-31 | Бригадный генерал   |
| 1942-01-24 | Дивизионный генерал |
| 1944-01-24 | Корпусной генерал   |

### Должности[3]
| 1942-01-10 | – | 1943-03-20 | Командующий боевым районом 4 - го корпуса |
| 1943-03-20 | – | 1943-10-05 | Командующий 3-м корпусом                  |
| 1943-10-05 | – | 1944-08-15 | Командующий горным корпусом               |
| 1944-08-15 | – | 1944-08-24 | Командующий 7-м корпусом                  |